# Azovveldtochten

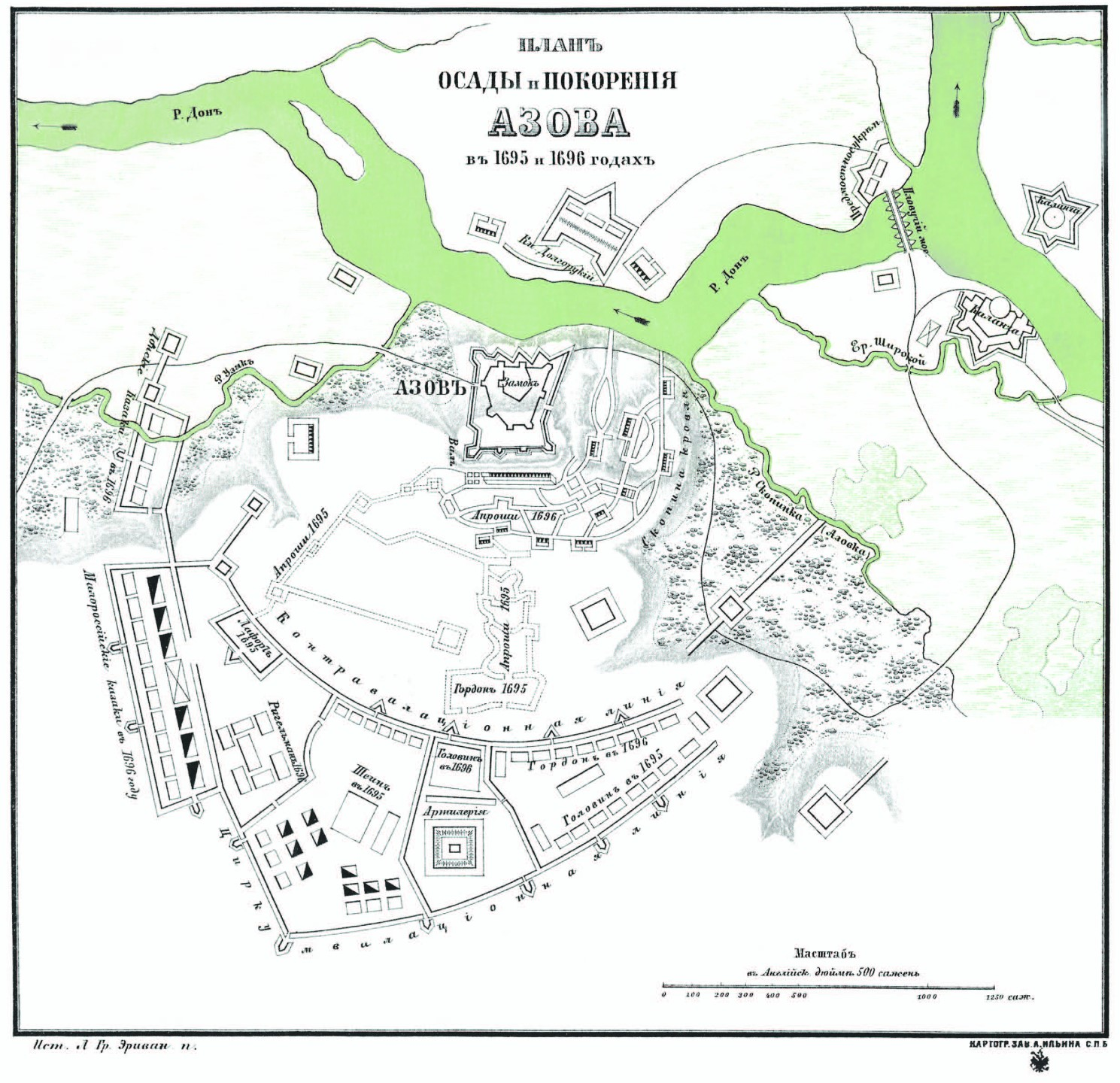
Het plan van de belegering en verovering van Azov door het Russische leger in 1695 en 1696. De Don is met groen aangegeven.

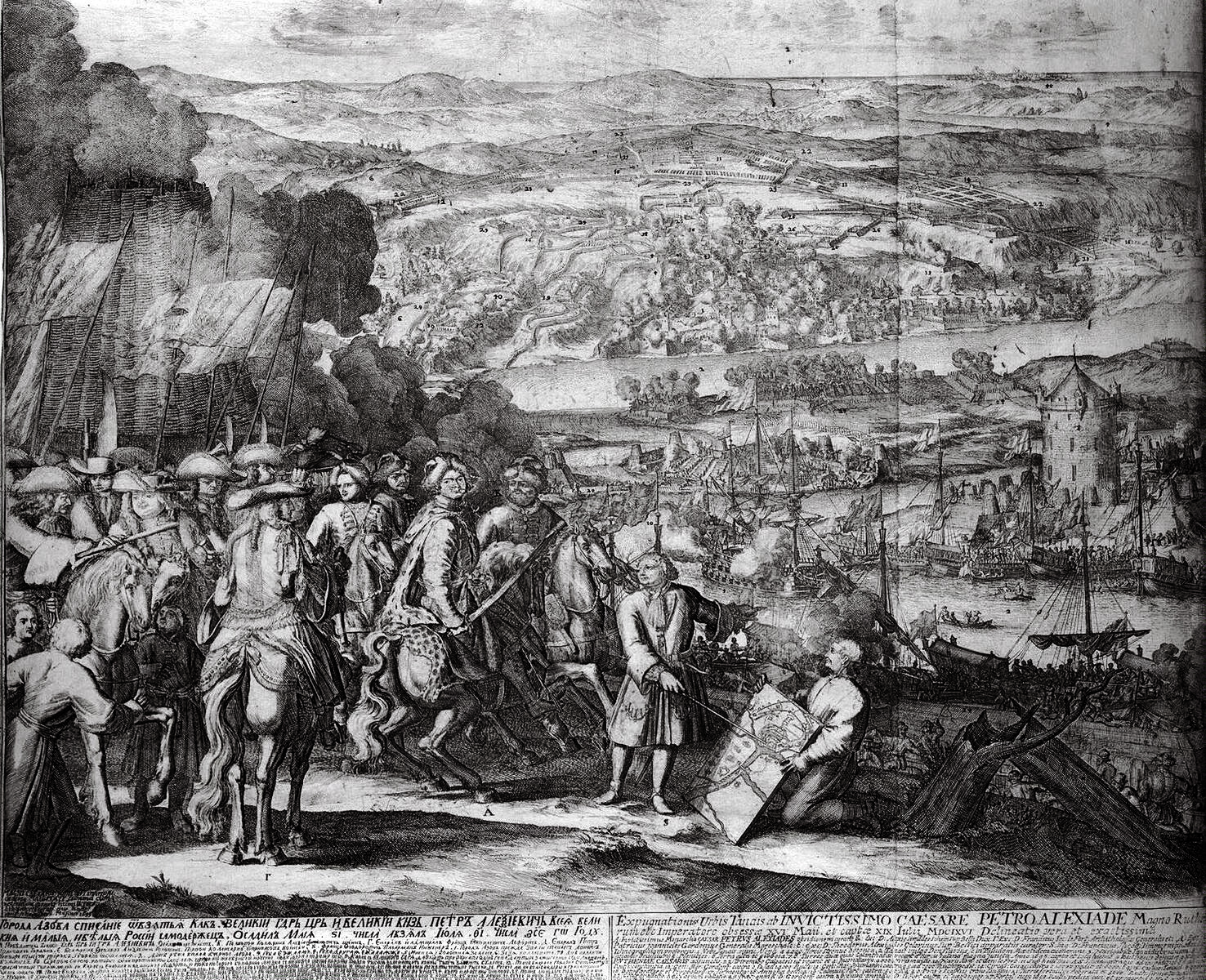
Inname van Azov van Adriaan Schoonebeek (1699)

De Azovveldtochten van 1695 tot 1696 (Russisch: Азовские походы) waren twee veldtochten van het Russische leger tijdens de Tweede Russisch-Turkse Oorlog, die werden geleid door tsaar Peter I en waren gericht op het veroveren van het Turkse fort van Azov (met een garnizoen van 7000 man), die de Russische toegang tot de Zee van Azov en de Zwarte Zee blokkeerde.

## Eerste Azovveldtocht
De eerste Azovveldtocht begon in het voorjaar van 1695. Peter I gaf bevel aan een leger van 31.000 man met 170 kanonnen om langs de Don op te rukken naar Azov. Het leger omvatte keurregimenten en Don-Kozakken en was onderverdeeld in drie eenheden onder het bevel van Franz Lefort, Patrick Gordon en Avtonom Golovin. Een ander Russisch leger van 120.000 man, voornamelijk cavalerie, Streltsy en Oekraïense-Kozakken onder het bevel van Boris Sjeremetev, trok naar de benedenloop van de Dnjepr met als doel de aandacht van het Krimkanaat af te leiden.
De Turkse vesting van Azov stond op ruim 20 kilometer stroomopwaarts van de monding van de Don in de Zee van Azov. De stad was ommuurd en van wachttorens voorzien. Ongeveer twee kilometer ten noordoosten van de stad stonden twee grote wachtposten aan beide oevers van de Don. Een zware ketting over de rivier verhinderde het scheepvaartverkeer. Een van de wachtposten werd succesvol bestormd door de Don-Kozakken en het andere fort werd na een felle artilleriebeschieting door de Turkse troepen verlaten. Kort daarna liep de Hollandse matroos Jacob Jensen over van het Russische naar het Turkse leger. Hij nam waardevolle informatie mee over de positionering van de Russische troepen en de plannen van Peter de Grote.
Er waren te weinig soldaten om de heel Azov te omsingelen. Verder konden de Turkse schepen de stad bereiken om zo voorraden en versterkingen aanvoeren. Peter I miste een eigen vloot om dit te verhinderen. Na twee mislukte aanvallen op 5 augustus en 25 september werd de belegering opgeheven. Op 12 oktober trokken de troepen zich terug, maar 3000 soldaten bleven achter om de wachtposten ten noorden van Azov in handen te houden. De tocht naar Moskou was een ramp, het weer was extreem slecht en veel soldaten kwamen om en veel materieel ging verloren.
Het leger onder leiding van Sjeremetev had betere resultaten geboekt. Hij had twee forten succesvol aangevallen en twee forten waren door de Turken opgegeven. Hij had daarmee de Dnjepr volledig in handen gekregen tot aan de monding bij de Zwarte Zee.

## Tweede Azovveldtocht
Aan het einde van 1695 bereidden de Russen een tweede veldtocht voor op Azov. In de winter werd hard gewerkt om een Russische vloot te bouwen. Tegen het voorjaar van 1696 was het Azov-flottielje gevormd. De cavalerie van 70.000 man werd onder leiding van Sjeremetev opnieuw naar de benedenlopen van de Dnjepr gestuurd. Van 23 april tot 26 april begon de hoofdmacht van 75.000 man onder het bevel van Aleksej Sjein met hun opmars naar Azov over land en over de rivieren Voronezj en Don.
Peter I en zijn galeivloot trokken naar Azov op 3 mei. Op 27 mei bereikte de Russische vloot, bestaande uit onder andere 2 slagschepen, 4 branders en 23 galeien, onder het bevel van Lefort de zee en blokkeerde Azov. Op 14 juni verscheen de Turkse vloot, bestaande uit 23 schepen met 4000 man bemanning, aan de monding van de Don. Na een strijd waarbij zij twee schepen verloor, vertrok ze echter weer. Azov was nu van de buitenwereld afgesloten.
Na massieve bombardementen vanaf land en zee en de verovering van de externe verdedigingswerken van het fort door de Kozakken op 17 juli, gaf het garnizoen van Azov zich op 19 juli over. Onder de voorwaarden mochten de Turkse troepen en hun families te stad verlaten, alleen Jacob Jensen moest uitgeleverd worden aan de Russen. Azov was nu in Russische handen en Peter I gaf opdracht de verdediging van de stad te herstellen.

## Nasleep
De Azovveldtochten toonden het belang van het bezit van een vloot en vormden het begin van Ruslands ontwikkeling naar een belangrijke zeevarende macht. Door de successen bij Azov werd de Russische onderhandelingspositie tijdens het Congres van Karlowitz versterkt, hetgeen leidde tot de Vrede van Karlowitz (1699) en zorgde voor een goede uitgangspositie bij het tekenen van de Vrede van Constantinopel in 1700. Omdat de haven van Azov niet geschikt bleek voor de militaire vloot, selecteerde de tsaar op 27 juli 1696 een andere plaats, namelijk op de kaap Tagan-Rog. Op 12 september 1698 werd hier Taganrog gesticht, hetgeen de eerste militaire basis werd van de Russische marine. Beide plaatsen zouden echter als gevolg van de rampzalig verlopen Proetveldtocht tijdens de Derde Russisch-Turkse Oorlog opnieuw in Turkse handen komen.
Hoewel de laatste veldtocht een succes bleek voor de Russen, was het Peter de Grote duidelijk dat hij slechts gedeeltelijke resultaten had bereikt, aangezien de toegang naar de Zwarte Zee niet verzekerd was voordat het hele schiereiland Krim zou zijn veroverd. Voor het weerstaan van de Ottomaanse aanvallen was een reguliere marine vereist en verder waren specialisten nodig die schepen konden bouwen en die militaire schepen konden navigeren. Op 20 oktober 1696 vaardigde de Bojarendoema een decreet uit dat de instelling regelde van een reguliere Keizerlijke Russische Marine. Deze datum wordt gezien als de geboortedag van de Russische Marine. Er werd opdracht gegeven tot de bouw van 52 schepen (later 77) en er werden nieuwe heffingen ingesteld om dit te financieren.
Op 22 november werd een oekaze uitgevaardigd die regelde dat Russische adellijken voor onderwijs naar het buitenland werden gestuurd. Tegelijkertijd vertrok Peter I zelf naar Europa voor zijn "Grote Ambassade".
Russisch-Turkse Oorlog (1569-1570) · Russisch-Turkse Oorlog (1676-1681) · Russisch-Turkse Oorlog (1686-1700) · Russisch-Turkse Oorlog (1710-1711) · Russisch-Turkse Oorlog (1735-1739) · Russisch-Turkse Oorlog (1768-1774) · Russisch-Turkse Oorlog (1787-1792) · Russisch-Turkse Oorlog (1806-1812) · Griekse Onafhankelijkheidsoorlog (1821-1831) · Russisch-Turkse Oorlog (1828-1829) · Krimoorlog (1853-1856) · Russisch-Turkse Oorlog (1877-1878) · Kaukasusveldtocht (1914-1918)